# 1972–1973-as osztrák labdarúgó-bajnokság (első osztály)
Az 1972–1973-as osztrák labdarúgó-bajnokság az osztrák labdarúgó-bajnokság legmagasabb osztályának hatvankettedik alkalommal megrendezett bajnoki éve volt. 
A pontvadászat 16 csapat részvételével zajlott. A bajnokságot a Wacker Innsbruck csapata nyerte.  

## A bajnokság végeredménye
| #  | Csapat                    | M  | Gy | D  | V  | RG | KG | P  |
| -- | ------------------------- | -- | -- | -- | -- | -- | -- | -- |
| 1  | Wacker Innsbruck          | 30 | 18 | 7  | 5  | 57 | 25 | 43 |
| 2  | SK Rapid Wien             | 30 | 16 | 8  | 6  | 50 | 31 | 40 |
| 3  | Grazer AK                 | 30 | 13 | 10 | 7  | 44 | 26 | 36 |
| 4  | Admira Wacker             | 30 | 14 | 8  | 8  | 37 | 30 | 36 |
| 5  | VÖEST Linz                | 30 | 14 | 7  | 9  | 53 | 32 | 35 |
| 6  | Linzer ASK                | 30 | 11 | 12 | 7  | 45 | 35 | 34 |
| 7  | Austria Salzburg          | 30 | 13 | 6  | 11 | 40 | 37 | 32 |
| 8  | Wiener SC                 | 30 | 11 | 9  | 10 | 39 | 40 | 31 |
| 9  | Donawitzer SV Alpine      | 30 | 10 | 9  | 11 | 36 | 52 | 29 |
| 10 | FK Austria Wien           | 30 | 11 | 5  | 14 | 53 | 43 | 27 |
| 11 | First Vienna FC           | 30 | 10 | 7  | 13 | 40 | 50 | 27 |
| 12 | Austria Klagenfurt        | 30 | 11 | 4  | 15 | 32 | 47 | 26 |
| 13 | SC Eisenstadt             | 30 | 10 | 5  | 15 | 37 | 41 | 25 |
| 14 | SK Sturm Graz             | 30 | 8  | 9  | 13 | 29 | 38 | 25 |
| 15 | Schwarz-Weiß Bregenz      | 30 | 9  | 4  | 17 | 36 | 54 | 22 |
| 16 | SV Admira Wiener Neustadt | 30 | 3  | 6  | 21 | 23 | 70 | 12 |

- A Wacker Innsbruck az 1972-73-as szezon bajnoka.
- A Wacker Innsbruck részt vett az 1973–74-es bajnokcsapatok Európa-kupájában.
- A Rapid Wien részt vett az 1973–74-es kupagyőztesek Európa-kupájában.
- Az Grazer AK és az Admira Wacker részt vett az 1973–74-es UEFA-kupában.
- A Schwarz-Weiß Bregenz és az SV Admira Wiener Neustadt kiesett a másodosztályba.